# Parque Tricao
El Parque Tricao es una reserva natural privada, abierta al público, ubicado en el sector costero de la comuna de Santo Domingo, Región de Valparaíso, Chile. Administrado por la Fundación Tricao, y con una extensión de 100 hectáreas, fue inaugurado el 23 de febrero de 2019.

## Historia
En 2007 el empresario Eduardo Fernández León, a través de la Fundación Tricao, comenzó con el proyecto de la creación de un parque para proteger la biodiversidad del sector. La primera obra inaugurada, en el año 2008, fue un embalse para encauzar el agua del estero Tricao. Esta primera obra fue sometida a una Evaluación de Impacto Ambiental, que exigió la creación de un humedal.

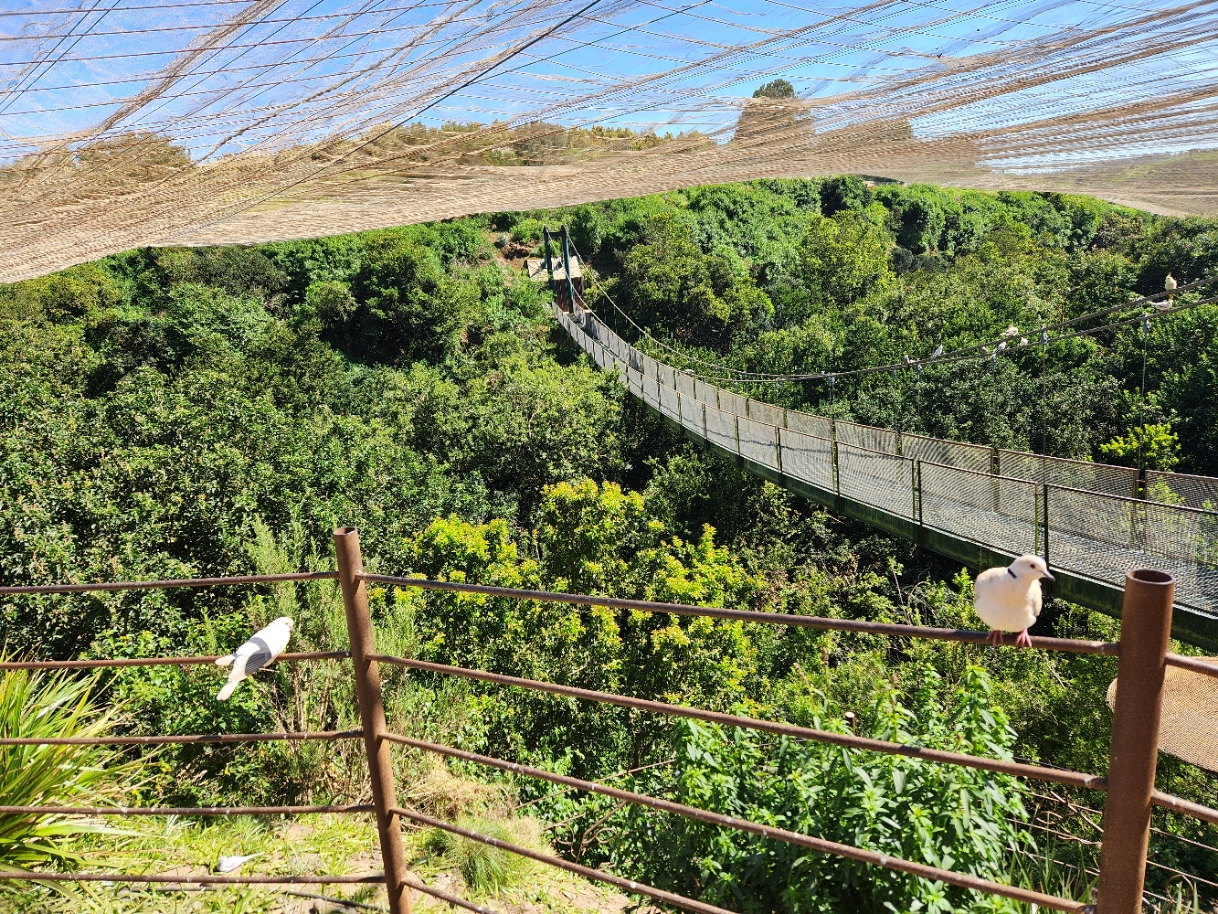
Vista del aviario del Parque Tricao

En 2010 se construyó un anfiteatro con capacidad para 300 personas, y un restaurante con capacidad para 70 personas. Al año siguiente, se construyó la plaza La Virgen que sirve como punto de llegada, y en 2016 el Jardín Giverny. También cuenta con un aviario  en cuyas 2 hectáreas de extensión habitan 52 especies y más de 800 aves exóticas que vuelan libres bajo una gigantesca malla especialmente diseñada, que permite la entrada y salida de insectos, mientras los visitantes recorren los senderos, miradores y un puente colgante.